# Physcopedaliodes physcoa
Physcopedaliodes physcoa är en fjärilsart som beskrevs av William Chapman Hewitson 1861. Physcopedaliodes physcoa ingår i släktet Physcopedaliodes och familjen praktfjärilar. Inga underarter finns listade i Catalogue of Life.